# Завьялов, Владимир Юрьевич
Влади́мир Ю́рьевич Завья́лов (6 февраля 1948 — 30 сентября 2023) — советский и российский психиатр, психотерапевт, доктор медицинских наук, профессор, автор теста «МПА» («Мотивация потребления алкоголя»). Главный внештатный психотерапевт Новосибирской области (1988—2009).

## Биография
Родился 6 февраля 1948 года в Омске, окончил Новосибирский медицинский институт в 1973 году, пройдя обучение в субординатуре по психиатрии под руководством профессора Ц. П. Короленко. С 1973 года работал врачом-ординатором в психиатрической больнице № 14, там же окончив интернатуру по психиатрии. В 1974—1975 г.г. В. Ю. Завьялов прошёл специализацию по проективной психодиагностике (тест Роршаха и ТАТ) в лаборатории патопсихологии института им. Сербского под руководством М. С. Лебединского и В. В. Гульдана.
С 1975 по 1984 год был заведующим Отделением неврозов и психотерапии в психиатрической больнице МСО-25, организовав это отделение заново. В 1979—1980 г.г. учился в Ленинграде у профессора С. С. Либиха.
В 1981 году защищает кандидатскую диссертацию на тему «Клинико-психологическое изучение некоторых механизмов формирования психической зависимости от алкоголя», в которой обобщил многолетние результаты исследования личности алкоголиков методами ТАТ и Роршаха.
С 1984 по 1986 годы Завьялов работал старшим научным сотрудником в Клиническом Центре Сибирского отделения АН СССР. С 1986 года В. Ю. Завьялов работал на кафедре психиатрии под руководством Ц. П. Короленко и руководил секцией медицинской психологии и психотерапии Новосибирского отделения Общества психологов СССР, где активно обсуждались западные методы психотерапии: НЛП, гештальт-терапия, эриксоновский гипноз и т.д.
В 1990 году прошёл обучение в США, Миннесота, в реабилитационном центре при госпитале Св. Марии, где изучал миннесотскую модель лечения химических зависимостей. В 1993 году защищает докторскую диссертацию на тему «Клинико-психологические аспекты формирования алкогольной зависимости», в которой обобщил многолетние исследования по мотивации потребления алкоголя. В итоге был разработан метод МПА-9 (исследования мотивов потребления алкоголя).
В 1998 году профессор Завьялов открыл кафедру Психотерапии и психологического консультирования в Новосибирском госмедуниверситете. Десять лет разрабатывал собственную систему психотерапии и подготовки психотерапевтов под названием «дианализ». В 2009 году происходит объединение трёх кафедр в одну, а Завьялов уходит из института.
В 2004 году дианализ, как метод психотерапии, был официально зарегистрирован в общероссийской профессиональной психотерапевтической лиге (ОППЛ) и получил профессиональное признание в Российской Федерации.
С 2009 года работает в лаборатории психофизиологии института физиологии Со РАМН РФ старшим научным сотрудником, где занимается теоретической работой по валидизации и формализации процесса психотерапии. В 2011 году вместе со своими ближайшими учениками В. Ю. Завьяловым была создана АНО «Институт дианализа».
Жил и работал в Новосибирске.
В 2012 «Институт дианализа» под руководством В. Ю. Завялова получил лицензию на право ведения образовательной деятельности по разработанным в институте программам повышения квалификации для психотерапевтов, психологов, педагогов-психологов, врачей, наркологов, занимающихся психологическим консультированием.
Скончался 30 сентября 2023 года в Новосибирске на 76-м году жизни.

## Научная деятельность

### Тест МПА
В. Ю. Завьяловым было предложено три триады шкал мотивации потребления алкоголя:
- Социально-психологические мотивы
- Личностные, персональные мотивы
- Патологическая мотивация употребления алкоголя

По этой классификации, на ранних этапах злоупотребления алкоголем главную роль играют социальные мотивы. В дальнейшем на первое место выходят личностные мотивы с преобладанием стремления к эйфории. На I и II стадии алкоголизма — аддиктивные и похмельные, а среди личностных выделяются атарактические
На основании данной классификации он разработал тест «МПА-9».

### Основные труды
- Короленко Ц. П., Завьялов В. Ю. Личность и алкоголь. — Новосибирск: Издательство «Наука», 1987, тираж 135000.
- Завьялов В. Ю. Психологические аспекты формирования алкогольной зависимости. — Новосибирск: Издательство «Наука», 1988.
- Завьялов В. Ю. Музыкальная релаксационная терапия: практическое руководство. — Новосибирск, 1995.
- Завьялов В. Ю. Необъявленная психотерапия. — М.: Академический проект, 2001.
- Завьялов В. Ю. Пьющий мужчина. Дианализ трудных вопросов жизни. — М.: ПЕР СЭ, 2003.
- Завьялов В. Ю. Элементарный учебник дианализа. — Новосибирск: СО РАМН, 2004.
- Завьялов В. Ю. У смерти твои глаза. Дианализ фобий. — Новосибирск: СО РАМН, 2004.
- Завьялов В. Ю. Пьющий мужчина. Что делать?. — Новосибирск: Манускрипт, 2005.
- Завьялов В. Ю. Пьющая женщина. Всё пропало?. — Новосибирск: Манускрипт, 2005.
- Завьялов В. Ю. Смысл нерукотворный: методология дианалитической терапии и консультирования. — Новосибирск: Манускрипт, 2007.
- Завьялов В. Ю. Брачный ринг. От борьбы к гармонии. — М.: Беловодье, 2013.
- Завьялов В. Ю. Арете-терапия. Психотерапия высоким смыслом. — Москва: Рипол Классик, 2021.

## Награды
- Титул The Name in Science («Имя в науке») и награда в форме орденского знака на голубой ленте «За вклад в мировую науку» с барельефом Сократа и надписью «Слава учёному» (Великобритания, 2013).